# George Valentine
George Dobson Valentine (3. června 1852 – 26. února 1890) byl skotský fotograf.

## Životopis
Syn Jamese Valentina se stal jedním z předních skotských fotografů. Jeho velmi špatné zdraví a potřeba teplejšího klimatu způsobily, že Valentine opustil rodinný podnik a v roce 1884 emigroval se svou rodinou na Nový Zéland. Pokračoval ve své kariéře fotografa a vytvořil významnou část své práce.
V roce 1885 fotografoval slavné Růžové a Bílé terasy a po zničení oblasti erupcí sopky Mount Tarawera v roce 1886 fotografoval oblast znovu a vytvořil definitivní záznam této přírodní katastrofy. Místa Růžové a Bílé terasy byla konečně zmapována v roce 2017 poté, co byl ztracený průzkum z roku 1859 znovu obnoven a analyzován.
Produkoval mnoho z toho, co se mělo stát klasickými ikonickými obrazy raného Nového Zélandu, včetně gejzírových studií v tepelné oblasti a studií novozélandských buší a vodopádů.
Valentine zemřel v roce 1890, pouhých šest let po svém příjezdu na Nový Zéland.
Jeho práce je zastoupena v Muzeu Nového Zélandu Te Papa Tongarewa a v Aucklandské umělecké galerii.

## Galerie

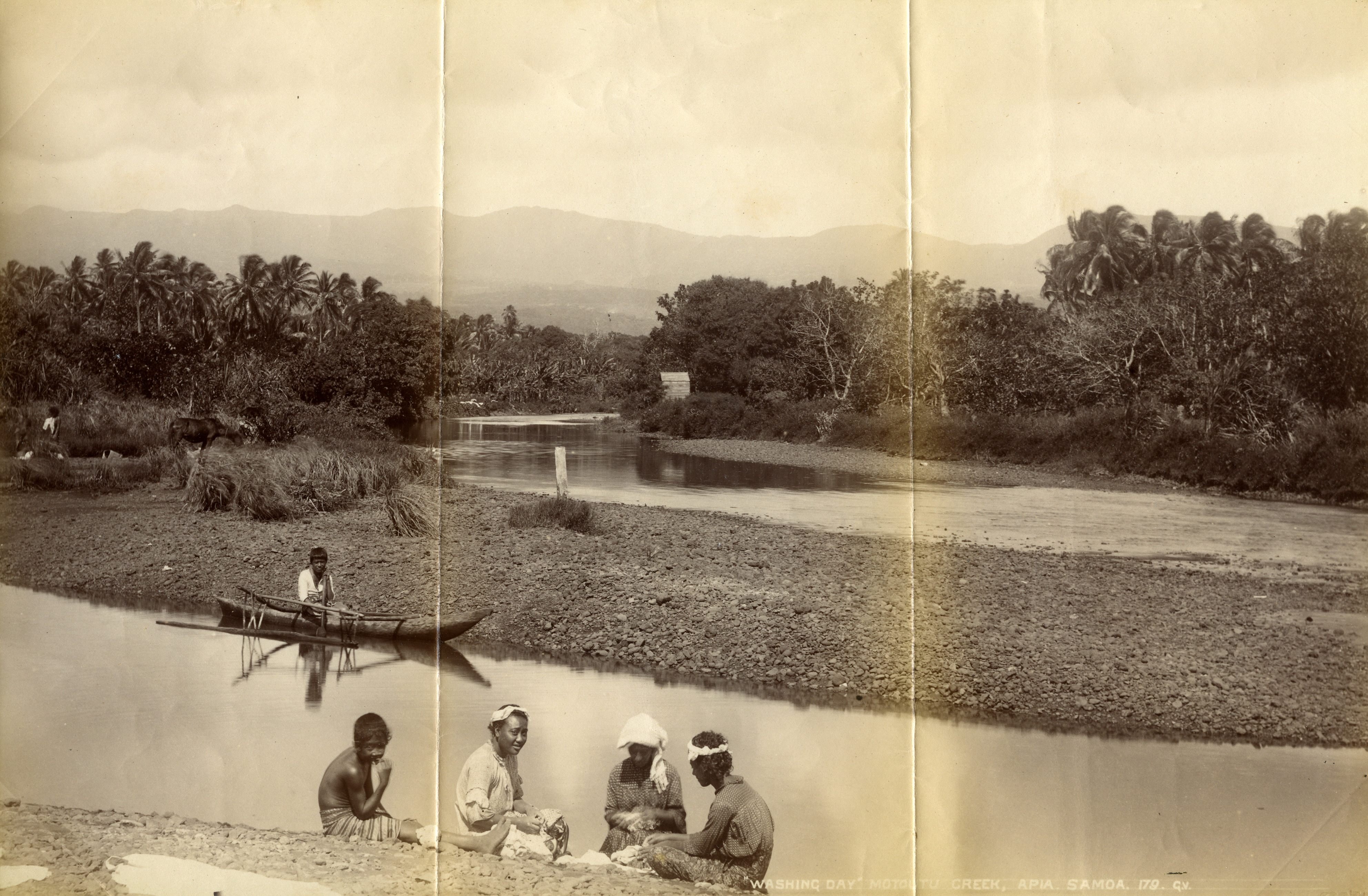
'Washing Day' at Motoutu Creek, Apia, Samoa, 1887
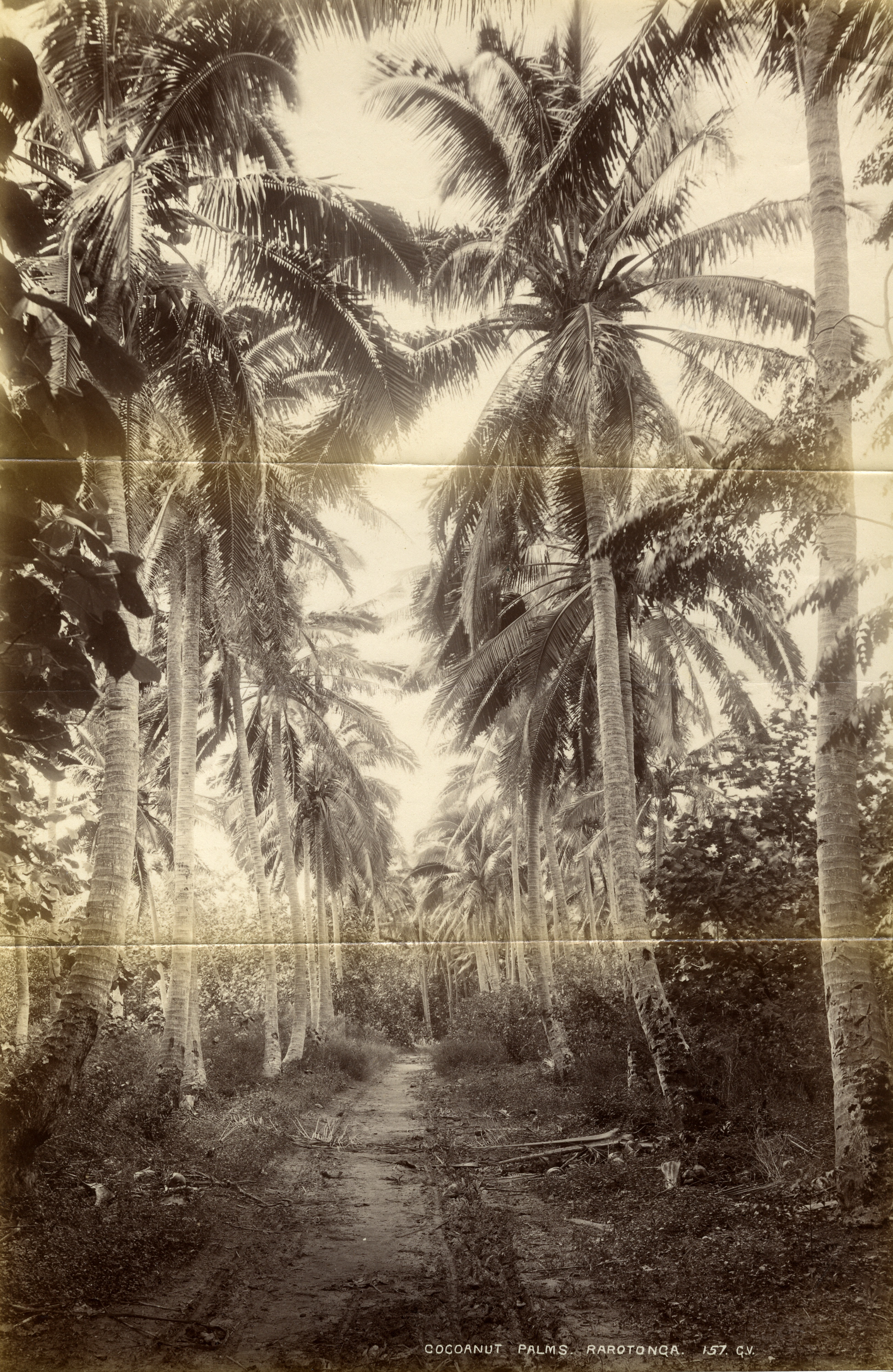
Coconut Palms, Rarotonga, 1887
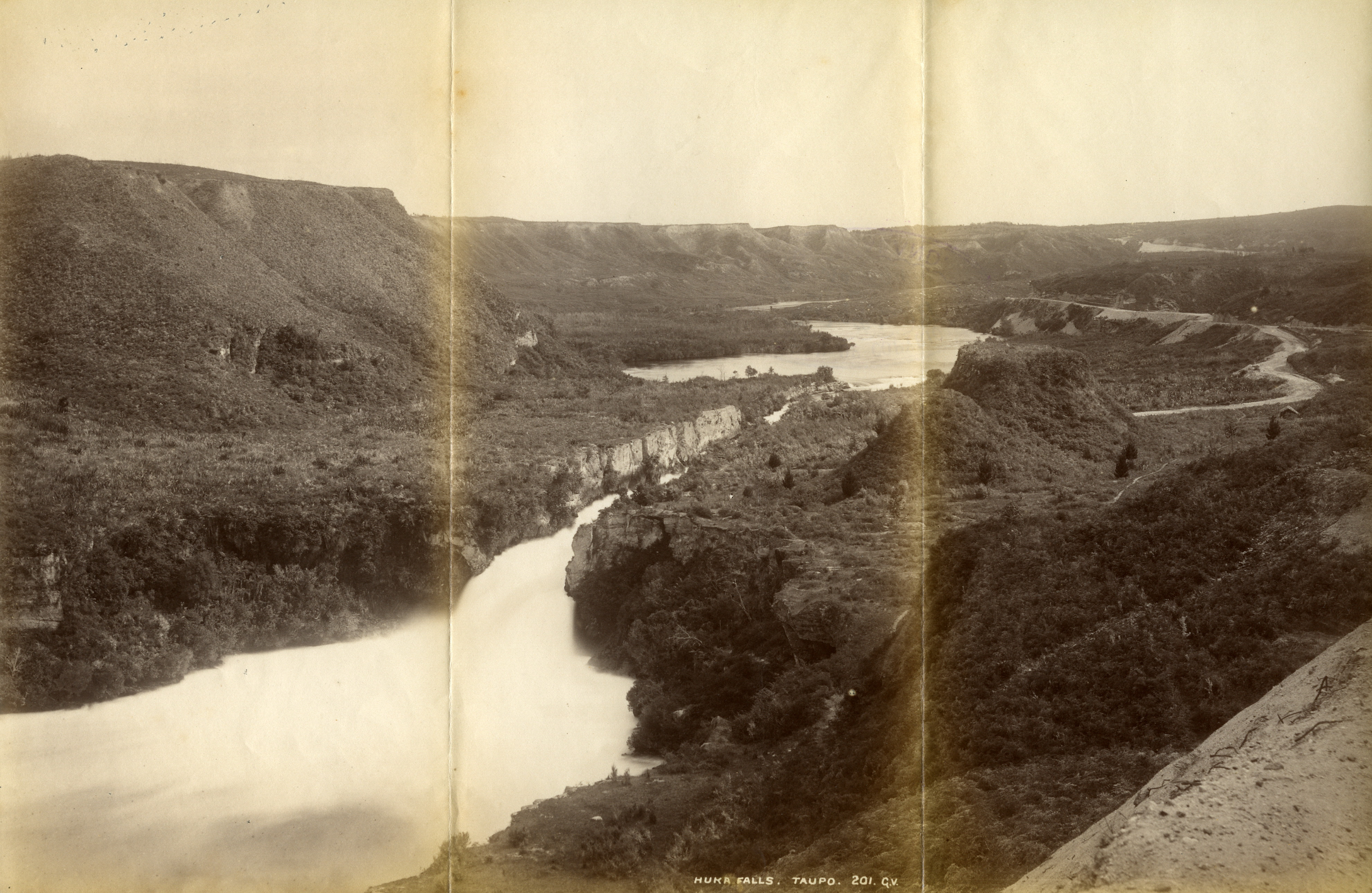
Huka Falls, Taupō, 1887
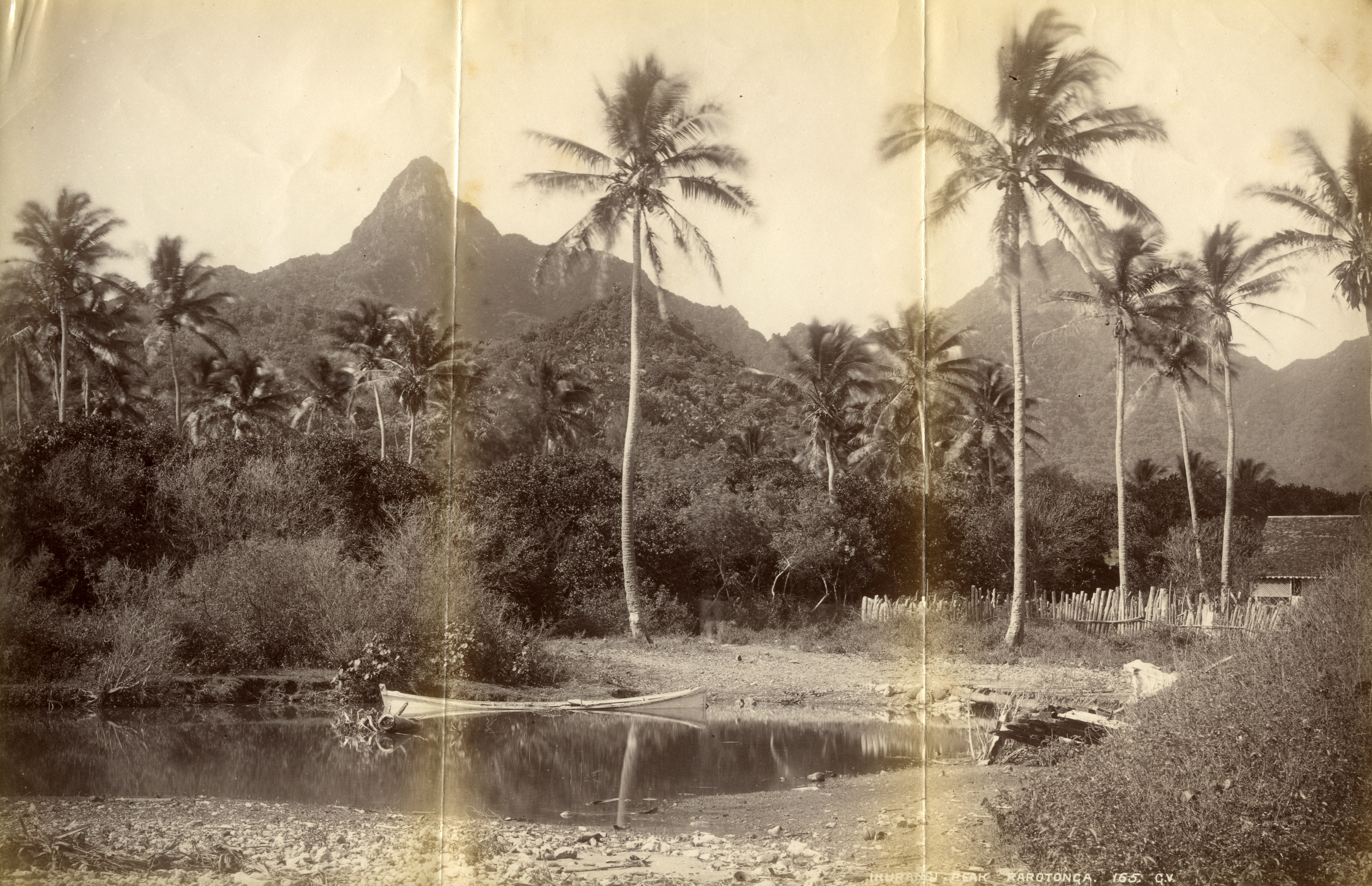
Ikurangi Peak, Rarotonga, 1887
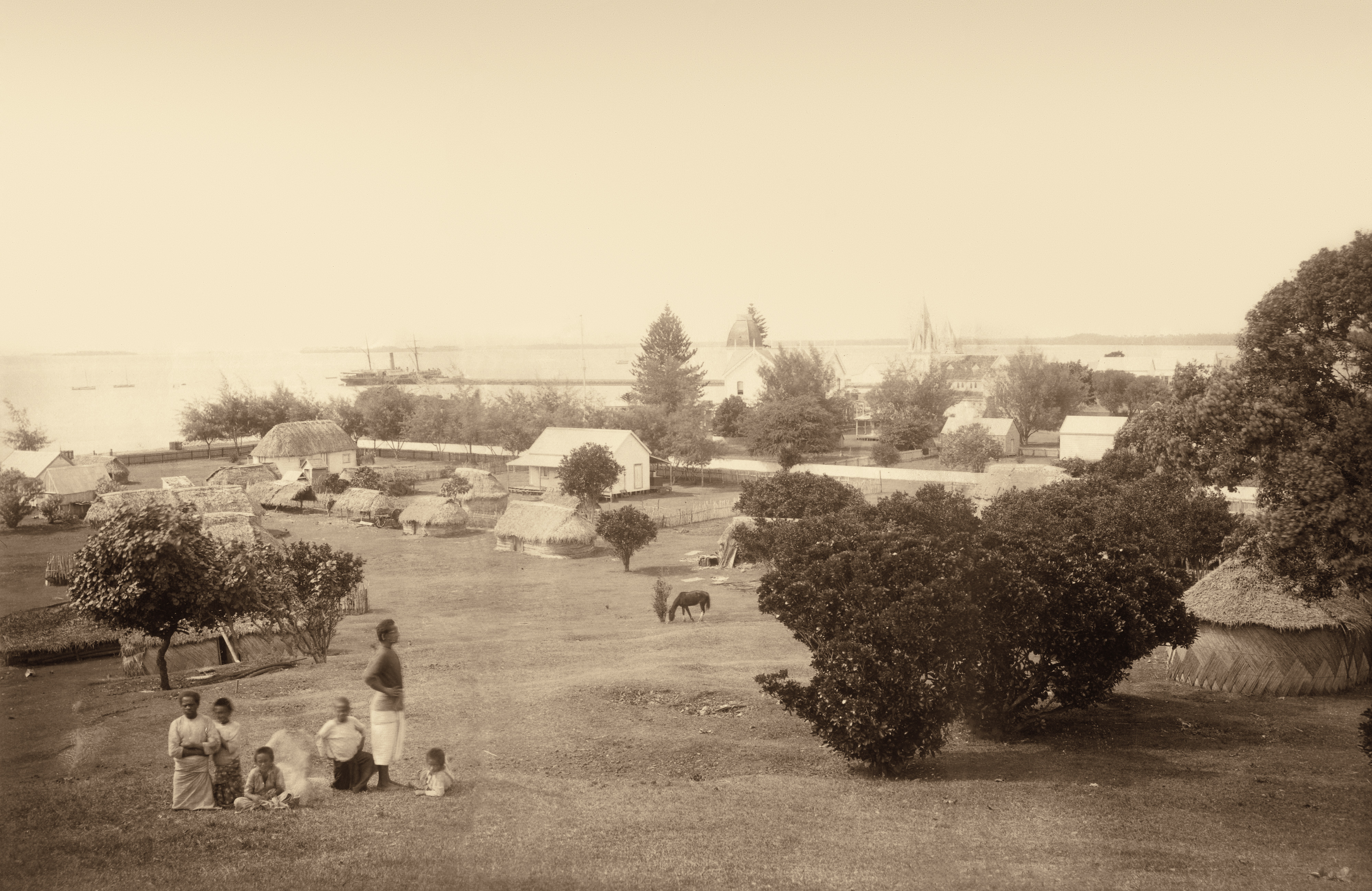
Nukualofa, Tonga, 1887
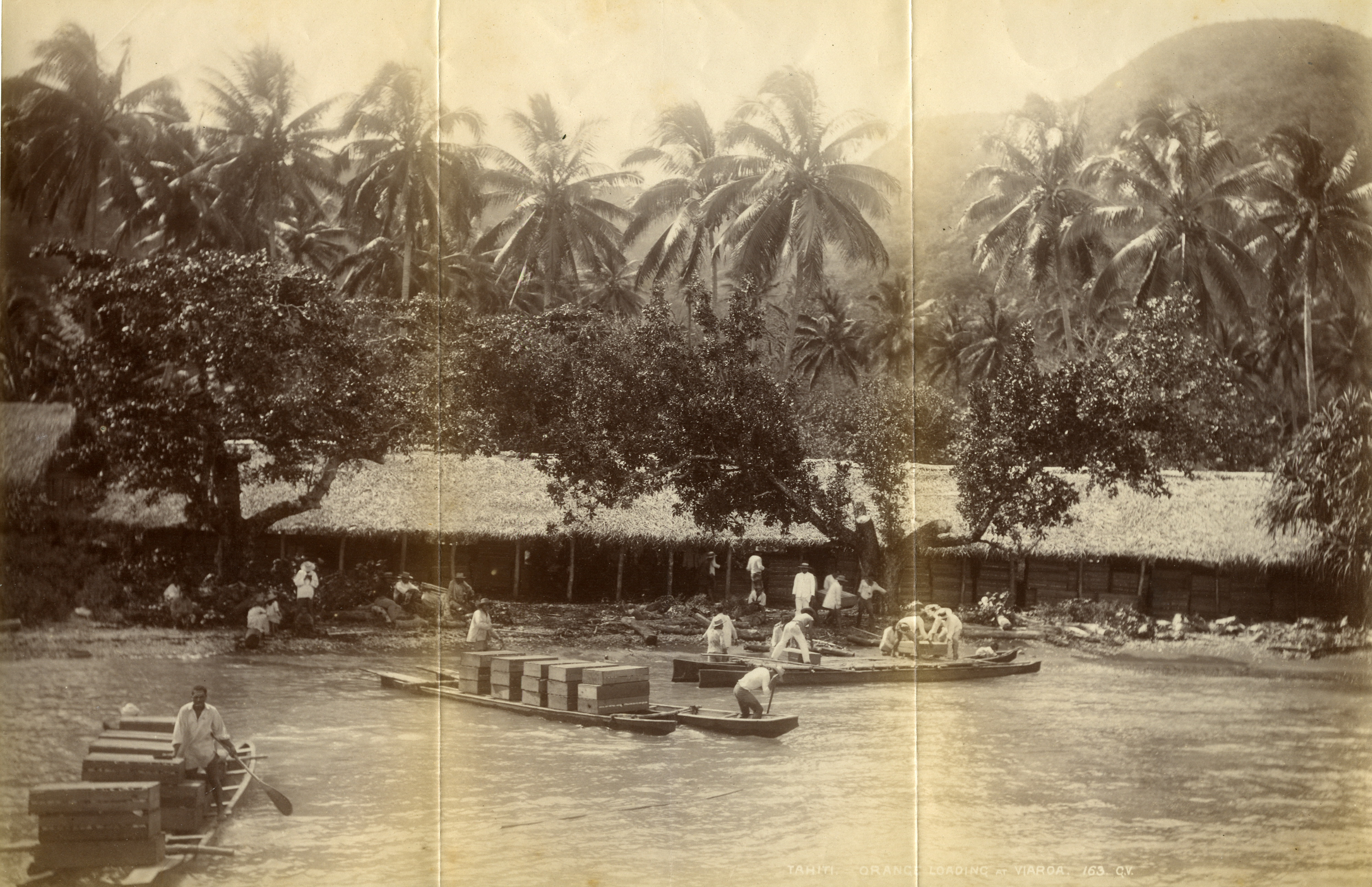
Orange loading at Viaroa, Tahiti, 1887
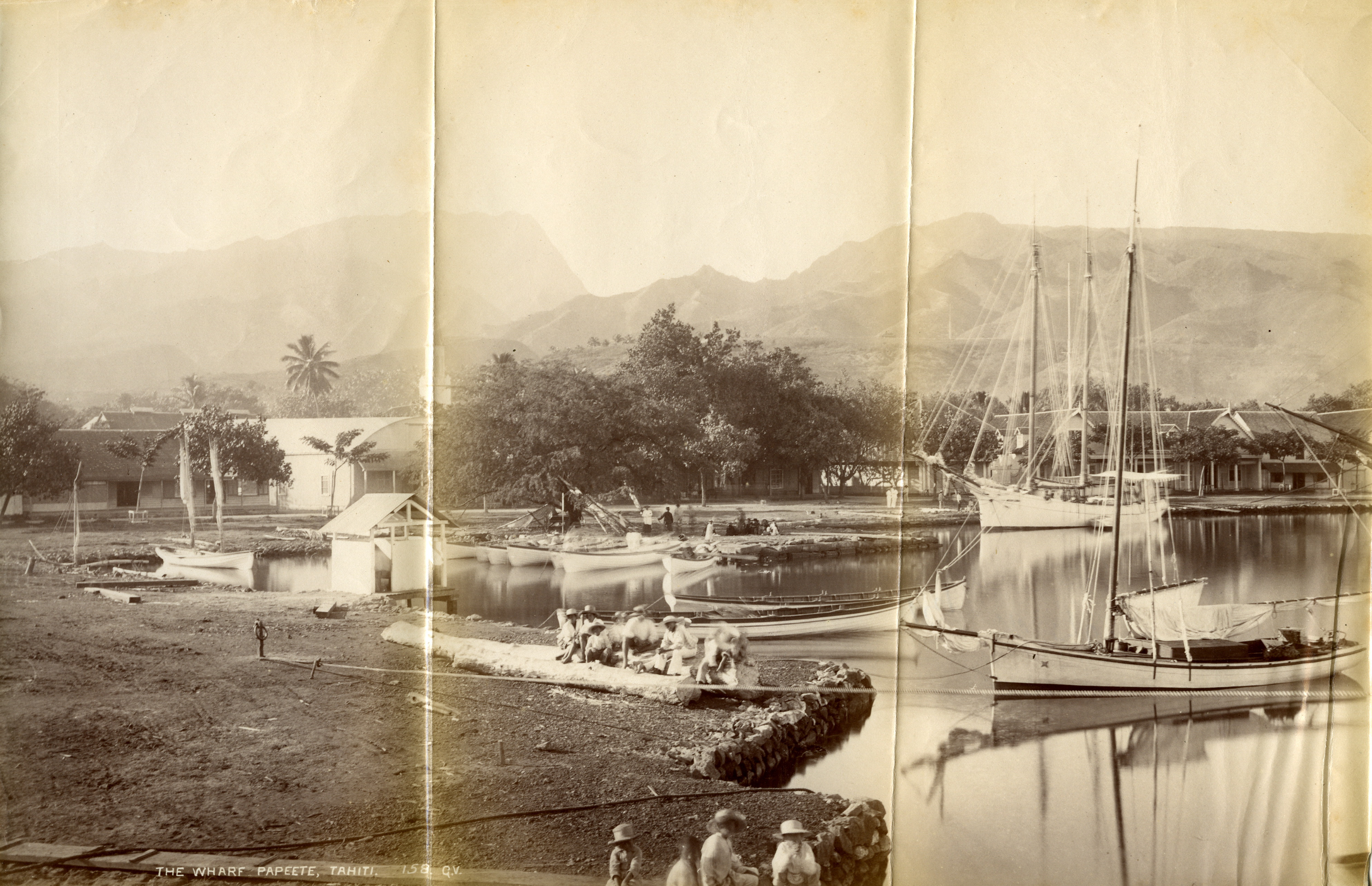
The Wharf, Papeete, Tahiti, 1887
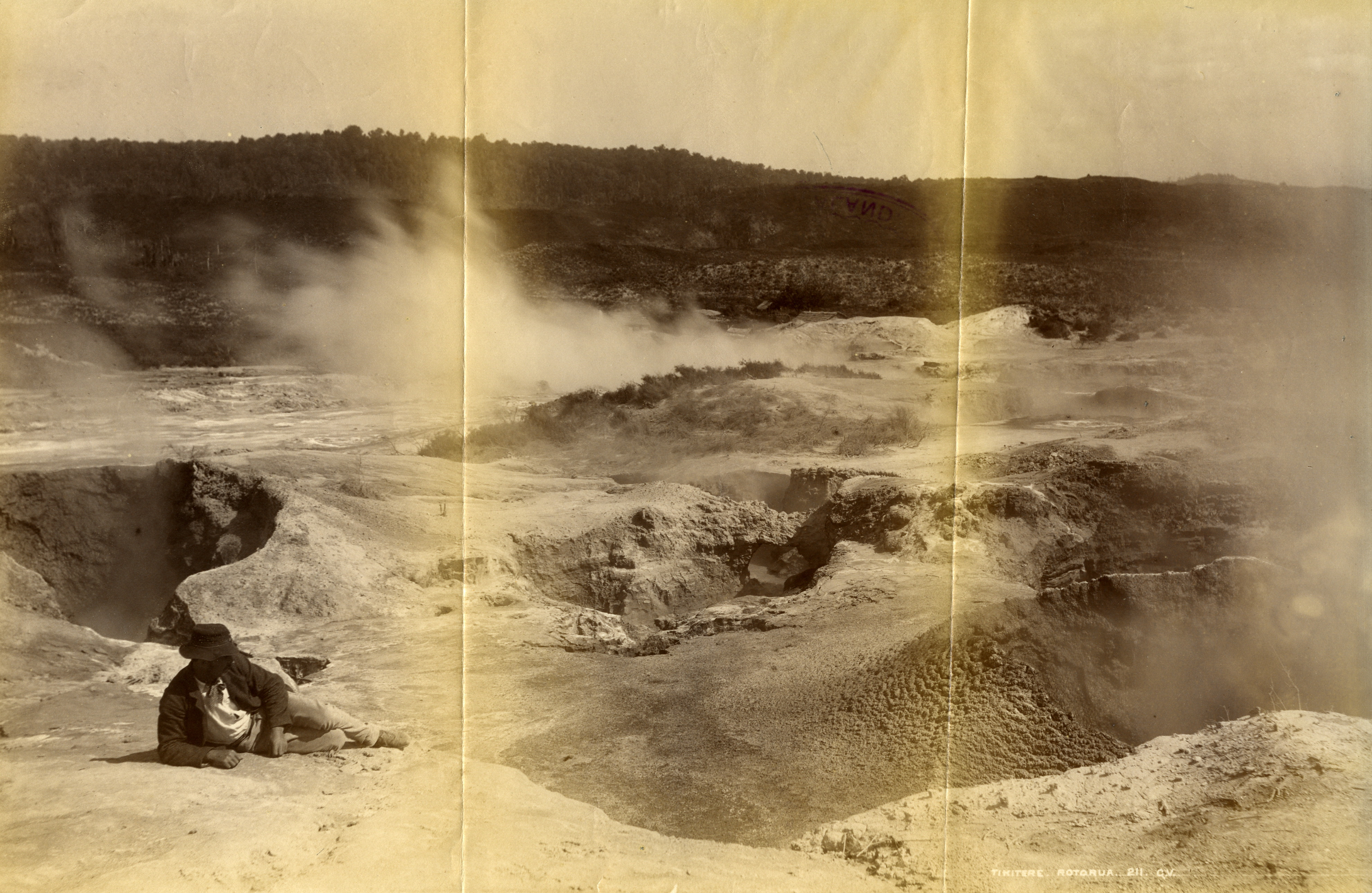
Tikitere, Rotorua, 1887
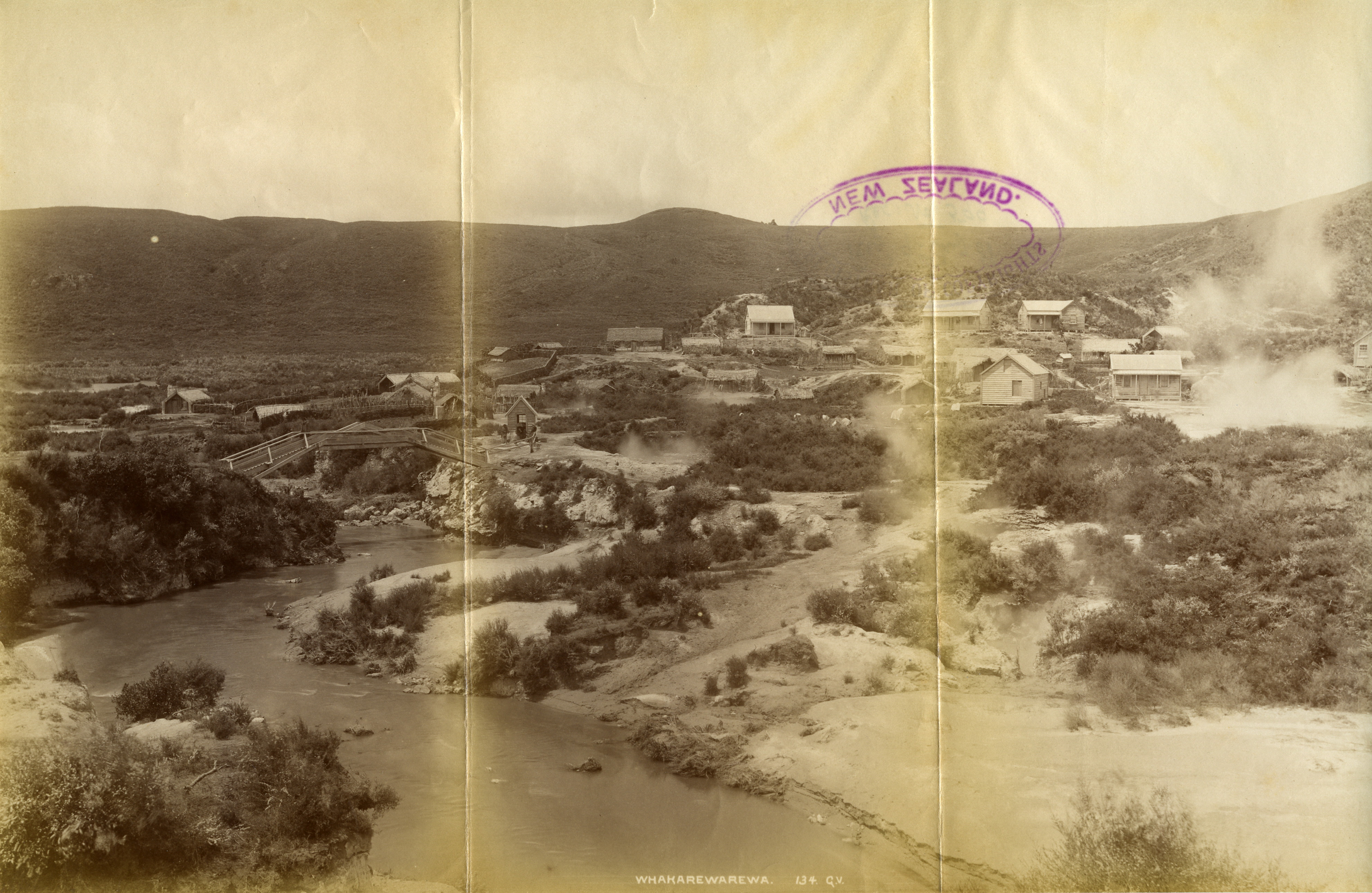
Whakarewarewa, Rotorua, 1887

## Výstavy
- New Zealand Industrial Exhibition 1885
- Colonial and Indian Exhibition 1886
- Melbourne Centennial Exhibition 1888